# بارتومی بونک
بارت‌وُمـِی وویچیخ بونک ((به لهستانی: Bartłomiej Wojciech Bonk)؛ تلفظ نام: [bartˈwɔmjɛj]) زاده ۱۱ اکتبر ۱۹۸۴ است. او وزنه‌بردار کشور لهستان است.
او توانست در بازی‌های المپیک تابستانی ۲۰۱۲ مدال نقره را کسب کند.